# Shannon Creek
Der Shannon Creek ist ein kurzer Nebenfluss des Baker River im Whatcom County im US-Bundesstaat Washington nahe der südwestlichen Grenze des North Cascades National Park. Er entspringt in zwei Quellflüssen einige Meilen südlich des Mount Shuksan; der gletschergespeiste North Fork startet in einer Höhe von 1.529 Metern, der nicht-glaziale South Fork in 796 Metern. Ungefähr auf halbem Wege des Gesamtlaufs vereinigen sich beide Quellflüsse und fließen danach in 221 Metern Höhe in den Baker Lake. Der Shannon Creek mündet in den Baker River einige Meilen unterhalb des Sulphide Creek und oberhalb des Swift Creek, eines viel größeren südwärts fließenden Baches.